# Przepuklina oponowa

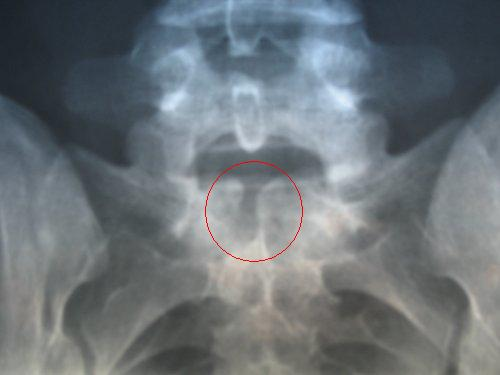
Zdjęcie rentgenowskie ujawniające rozszczep kręgosłupa na poziomie S1

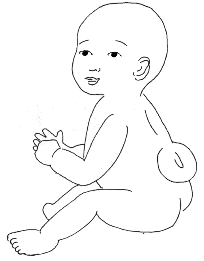
Schematyczne przedstawienie dziecka z rozszczepem kręgosłupa

Przepuklina oponowa (łac. meningocele, ang. meningocele) zwana również, z uwagi na możliwą zawartość worka przepuklinowego, przepukliną oponowo-rdzeniową (łac. myelomeningocele) – wada dysraficzna powstająca około 4 tygodnia życia płodowego z powodu niezamknięcia się części grzbietowej cewy nerwowej, w wyniku czego dochodzi w późniejszych okresach życia do powstania ubytku w miejscu niezrośniętych kręgów lub kości pokrywy czaszki, które może stać się punktem wyjścia przepukliny.
Przepuklina oponowa w 80% przypadków umiejscowiona jest w odcinku lędźwiowym lub krzyżowym kręgosłupa. W 90% przypadków towarzyszy jej wodogłowie.
W zależności od stopnia nasilenia wady wyróżnia się:
- rozszczep kręgosłupa (łac. spina bifida) – przepuklina pokryta skórą
- przepuklina oponowa – worek przepuklinowy zbudowany z opony rdzeniowej, zawartość worka stanowi płyn mózgowo-rdzeniowy. Przepuklina zwykle pokryta jest skórą, zlokalizowana może być w obrębie kości czaszki (rzadko) lub kręgosłupa
- przepuklina oponowo-rdzeniowa – w worku przepuklinowym znajduje się rdzeń kręgowy i/lub jego korzenie. Pokryta jest zmienioną skórą (ścieńczałą) lub brak jest pokrycia skórnego. W przypadku lokalizacji w obrębie czaszki nazywana jest przepukliną oponowo-mózgową, a zawartość worka oponowego stanowią struktury mózgowia.
- rozszczep czaszki utajony (łac.cranium biffidum occultum) – w obrębie kości pokrywy czaszki znajduje się otwór, najczęściej zlokalizowany w linii pośrodkowej i w okolicy potylicy. W przypadku tej wady nie dochodzi do zaburzeń rozwoju i budowy mózgu.

## Objawy kliniczne
- niedowład wiotki kończyn dolnych
- pęcherz neurogenny
- zwichnięcie stawu biodrowego obustronne
- stopa końsko-szpotawa lub inne deformacje stóp

## Leczenie
- wada powinna być rozpoznana prenatalnie, ciąża powinna być rozwiązana przez cięcie cesarskie
- po porodzie zapobieganie urazom i zakażeniu w przypadku przepuklin otwartych
- leczenie operacyjne neurochirurgiczne
- rehabilitacja wielospecjalistyczna

## Rokowanie
Rokowanie zależy od stopnia nasilenia przepukliny, a więc od początkowych objawów ubytku neurologicznego. W 80% przypadków, pomimo współistnienia wodogłowia, rozwój intelektualny jest prawidłowy. Zwykle do końca życia u dzieci i później dorosłych stwierdza się różnego stopnia ubytki neurologiczne (zwykle niewielkiego stopnia).
W przypadku otwartych przepuklin oponowo-rdzeniowych dodatkowo rokowanie pogarsza ryzyko rozwoju zapalenia opon mózgowo-rdzeniowych.